# Edward Dozier
Edward Pasqual Dozier (Santa Clara, Nuevo México, 1916 – Tucsón, Arizona 1971) fue un antropólogo estadounidense de etnia santa clara y cultura pueblo. Fue criado en idioma español y tewa, y aprendió inglés a los 12 años. 
Estudió las tradiciones de su pueblo, se formó en la Universidad de Nuevo México y sirvió en el ejército en Filipinas, donde se interesó por la antropología. Desde 1953 dio clases en diversas universidades hasta que llegó a la de Tucsón. Escribió los libros The Hopi-Tewa of Arizona (1954), Hano: A Tewa Indian Community in Arizona (1955), Mountain Arbiters: The Changing Life of a Philippine Hill People (1966), Perspectives in American Indian Culture Change (1961) y The Pueblo Indians of North America (1970).

## Enlace
- Biografía

- Datos: Q4895703